# Gilberto Ramírez
Gilberto Ramírez Sánchez (født 19 juni 1991 i Mazatlán, Sinaloa, Mexico) er en mexicansk professionel bokser. Han har været WBO supermellemvægtverdensmester siden 2016, og er den første boxer fra Mexico der har vundet en stor verdenstitel i denne vægtklasse. Hans mest bemærkelsesværdige sejre er mod Maxim Vlasov, Derek Edwards, Arthur Abraham, Max Bursak og Jesse Hart som han alle slog via en enstemmig afgørelse på point.